# Жорсткий детермінізм

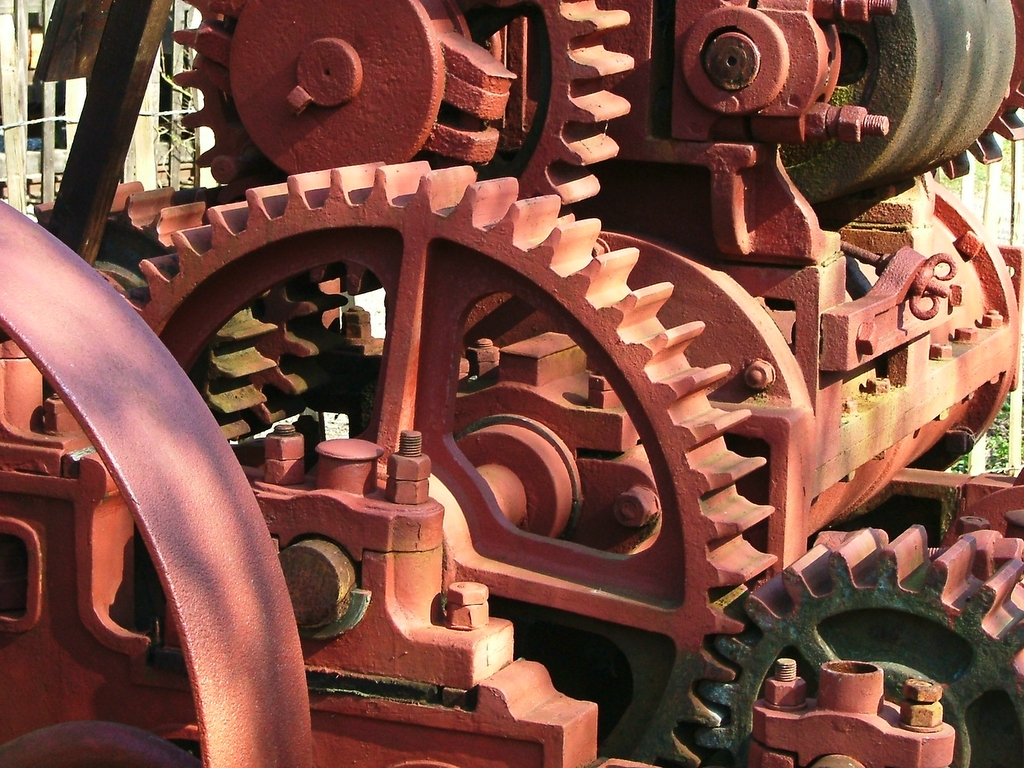
Прихильники жорсткого детермінізму вважають, що люди схожі на дуже складні годинники, які функціюють як молекулярні машини

Жорсткий детермінізм (або метафізичний детермінізм) — це погляд на свободу волі, який стверджує, що детермінізм є істинним, що є несумісним зі свободною волею, і тому свободи волі не існує. Хоча жорсткий детермінізм зазвичай відноситься до номологічного детермінізму, він також може бути позицією, яку приймають щодо інших форм детермінізму, які неминуче визначають майбутнє в цілому.
Жорсткий детермінізм протиставляється м'якому детермінізму, який є сумісною формою детермінізму, яка не заперечує існування свободи волі, незважаючи на детермінізм. Він також протиставляється метафізичному лібертаріанству, іншій основній формі інкомпатібілізму, яка стверджує, що свобода волі існує, а детермінізм є хибним.

## Історія

### Класична епоха
У стародавній Греції Сократ започаткував раціоналістичне вчення про те, що будь-який людина змушена прагнути загального блага так, як його сприймає її розум. Стратон Лампсакський припустив, що у світі діє несвідома божественна сила і спричиняє виникнення, ріст і руйнування речей. Діодор Крон стверджував тотожність можливого і необхідного і робив висновок, що майбутні події так само визначені, як і минулі. Хрісіпп із Сола спростовував «ледачий софізм», винайдений для дискредитації детермінізму, ніби людські зусилля були марними в наперед визначеному світі; він пояснював, що доленосні події відбуваються із залученням свідомих агентів.
Бгаґавад-Ґіта, класичний індійський текст, складений приблизно в 4 столітті до нашої ери, також згадує жорсткі детерміністські ідеї. Крішна, уособлення Бога, звертається до Арджуні у вірші 13.30:
Справді бачать тільки ті, хто розуміє, що всі дії (тіла) виконуються матеріальною природою, тоді як особистість насправді нічого не робить.

### Сучасна епоха
У 17 столітті Джон Лок і Бенедикт Спіноза сперечались про строгу причинність актів волі.
Людей обманюють, тому що вони вважають себе вільними… і єдина причина так думати полягає в тому, що вони усвідомлюють власні дії та не знають причин, якими ці дії визначаються.— Baruch de Spinoza, The Philosophy of Spinoza, "The Nature and Extent of Human Knowledge", p. 175
В епоху Просвітництва барон Гольбах пропагував натуралістичну інтерпретацію психічних подій. Артур Шопенгауер зазначав, що кожна людина апріорі вважає себе вільною; однак, a posteriori ця людина повинна виявити, що вона була зобов'язана ухвалити рішення, які вона фактично ухвалила. Фрідріх Ніцше зауважив, що вільні рішення класифікуються як causa sui, що виникають із не-існування.

### Сучасна історія
Нещодавно Даніель Вегнер наголосив на обмеженнях свободи волі на основі експериментальних доказів несвідомого вибору та дій. Для підтвердження детермінізму був запропонований такий уявний експеримент: можна уникнути всіх принципових відмінностей між властивостями штучної зиготи і тієї, що розвивається природним шляхом.

## Огляд
Зустрічаючи виклик, люди ухвалюють рішення відповідно до успадкованого характеру, історії життя та поточних подразників. Поле гострої уваги обмежене, а мотиви частково залишаються неусвідомленими. З точки зору першої особи, ми маємо інтуїтивне відчуття, що нам доступно багато варіантів. Однак, якщо весь розумовий зміст розглядати з точки зору третьої особи, реальним виявляється лише одне рішення, яке людина вважає найбільш сприятливим на даний момент. Достовірність причинно-наслідкового зв'язку для будь-якої психічної події стає очевидною з урахуванням їх нейрофізіологічних кореляцій. Різні причинні описи відповідають психічній і фізичній сферам. Закони термодинаміки та квантової механіки керують останніми. Визнання прямої психічної причинності фізіологічних імпульсів означало б надлишок рішучості. Припущення про те, що за однакових умов можливі альтернативні рішення та дії, натуралісти спростовують як ілюзію. Жорсткий детермінізм не розглядається як посилання лише на детермінізм на Землі, а й у всій реальності (наприклад, включаючи впливу світла з інших галактик тощо); не лише протягом певного детермінованого періоду часу, а весь час. Це також означає, що відношення необхідності буде двонаправленим. Подібно до того, як початкові умови Всесвіту, ймовірно, визначають усі майбутні стани, так само теперішнє також визначає минуле. Іншими словами, неможливо змінити жоден факт, не вплинувши на всю хронологію. Оскільки прихильники жорсткого детермінізму часто підтримують цей етерналістський погляд на час, вони не вірять, що існують справжні шанси чи можливості, вони вірять лише в ідею, що події є 100 % ймовірними.
На відміну від «фундаменталістів законів», деякі філософи є «плюралістами законів»: вони ставлять під сумнів наявність законів фізики. Одним із прикладів є «Аналіз найкращих стандартів», який говорить, що закони — це лише корисні способи узагальнити всі минулі події, а не метафізично «настирливі» сутності (цей шлях все ще призводить до конфлікту з ідеєю свободи волі).[джерело?] Деякі «плюралісти законів» також вважають, що законів фізики просто не існує. Гіпотеза математичного всесвіту припускає, що існують інші всесвіти, в яких закони фізики та фундаментальні константи відрізняються. Андреас Альбрехт з Імперського коледжу Лондона назвав це «провокаційним» вирішенням однієї з центральних проблем, з якими стикається фізика. Хоча він «не наважився» зайти так далеко, щоб сказати, що вірить у це, він зазначив, що «насправді досить важко побудувати теорію, згідно з якою існує тільки те, що ми бачимо».
Можливість перевірки детермінізму завжди заперечується тим, що відомо або вважається відомим про ідею остаточної, всеохоплюючої теорії всього. Деякі фізики заперечують і потенційну наявність детермінізму на тій підставі, що певні інтерпретації квантової механіки передбачають, що Всесвіт фундаментально недетермінований, як, наприклад, Копенгагенська інтерпретація; тоді як інші інтерпретації є детермінованими, наприклад, теорія де Бройля-Бома та багатосвітова інтерпретація. Теорія хаосу описує, як детермінована система може демонструвати складну поведінку, яку важко передбачити: як і в ефекті метелика, незначні варіації між початковими умовами двох систем можуть призвести до великих відмінностей. Проте теорія хаосу є цілком детерміністською тезою; вона просто демонструє можливість дуже різних наслідків від дуже схожих початкових умов. Отже, при правильному розумінні, вона прояснює та підкріплює детерміністське твердження.

## Наслідки для етики

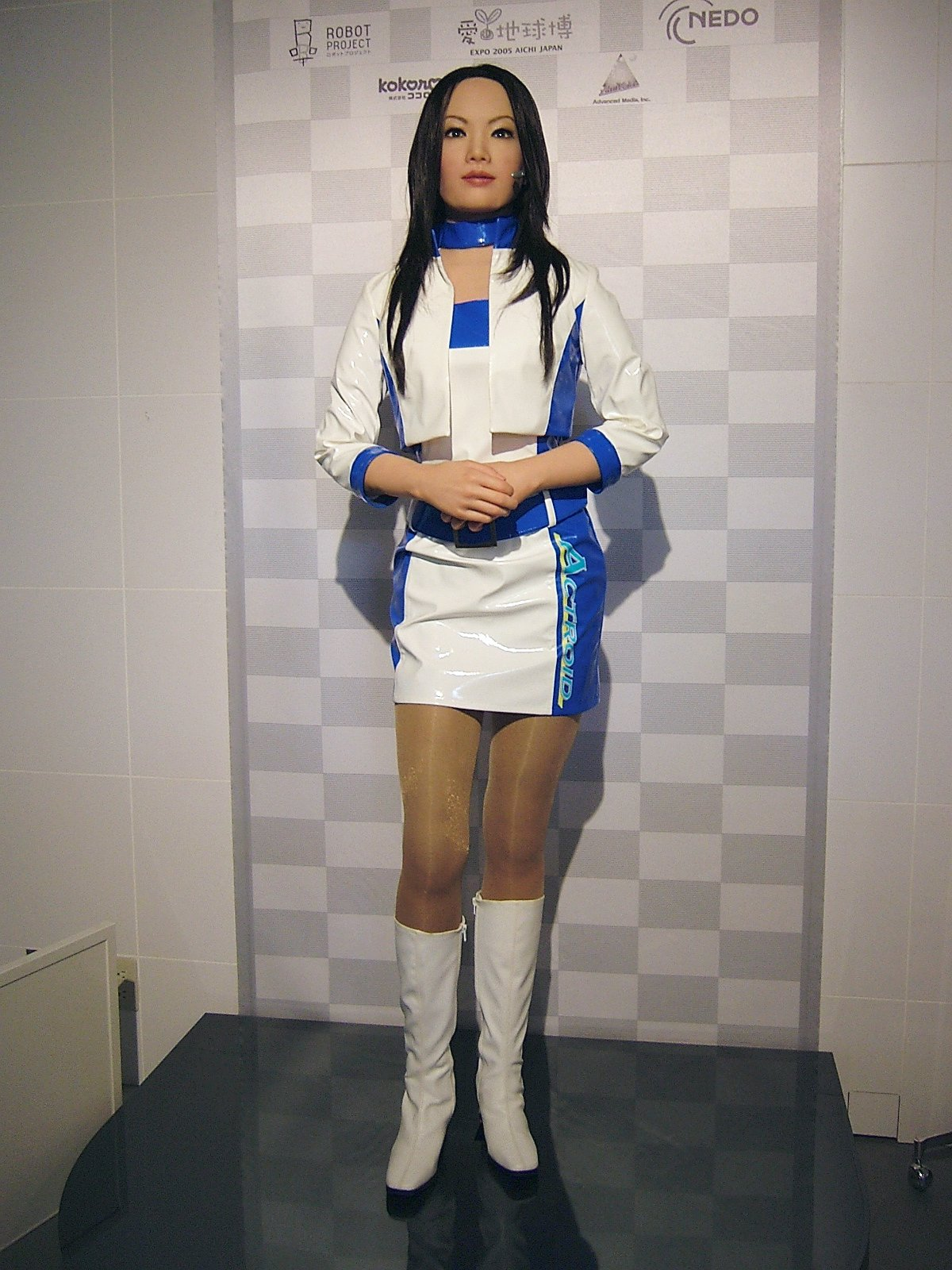
Деякі прихильники жорсткого детермінізму вважають що роботизовані істоти з достатнім інтелектом мусять мати моральну відповідальність (на фото вище: спроби побудувати реалістичні машини).

Прихильники жорсткого детермінізму відкидають свободу волі. Критики часто припускають, що таким чином жорсткий детермінізм також відкидає етику. Цей аргумент базується на ідеї, що визнання особи морально відповідальною вимагає, щоб вона зробила вибір між двома чи декількома справді можливими альтернативами. Якщо вибір насправді неможливий, тоді було б неправильно покладати на людину моральну відповідальність за її дії. Якщо цей аргумент справедливий, жорсткий детермінізм обмежується моральним нігілізмом. Однак ця особливість дійсна лише до тих пір, поки жорсткий детермінізм відкидає відповідальність. У світі необхідності звернення до заслуг і звинувачення пом'якшується, а дотримання етичних і правових цінностей не руйнується. Людей можна оцінювати як носіїв, виконавців, захисників моралі. З іншого боку, шкодувати про минулі проступки стає нерозумним. Тим не менш, можна нагадати собі свої помилки і вирішити уникати подібної поведінки в майбутньому. Ті прихильники жорсткого детермінізму, які захищають етичний реалізм, не погоджуються з твердженням, що протипричинна свобода волі необхідна для етики. Представники етичного натуралізму можуть також зазначити, що існують вагомі причини для покарання злочинців: це шанс змінити їхню поведінку або їхнє покарання може діяти як стримувальний фактор для інших, які без прикладу покарання діяли б так само. Представники жорсткого детермінізму можуть навіть стверджувати, що таке розуміння істинних і різноманітних причин поведінки, наприклад, психопатів дозволяє їм реагувати навіть більш розумно або милосердно.
Представники жорсткого детермінізму визнають, що люди в певному сенсі «обирають» або обдумують вибір, хоча й у спосіб, який підкоряється природним законам. Наприклад, представник жорсткого детермінізму може розглядати людей як щось схоже на мислячі машини, але вважатиме, що казати, що вони «прийшли до рішення» або «вибрали», некоректно. Узагальнення причинно-наслідкових зв'язків подій має обходити перебільшення зовнішніх імпульсів. Автотелічні особистості демонструють високий рівень активності самі по собі. Здатність протистояти психологічному нападу є разючим доказом автаркічних ресурсів. Детерміністи навіть визнають, що з відповідними знаннями можливі зміни в генетичному депозитарії і, відповідно, поведінці.
До теперішнього часу концепції та термінологія юридичних справ ґрунтуються на дорефлексивній вірі в альтернативні можливості. У міру розвитку наукового розуміння юридичне ставлення стає все більш «зовнішнім»: має бути менше емоцій щодо волі правопорушника і більше турбуватися про наслідки правопорушень для суспільства. Відплатну функцію покарання слід відкинути як нераціональну та невиправдану. Принцип «lex talionis» вже відкидається через недостатню кореляцію між злочином і покаранням. Якщо взагалі вживати застаріле поняття «mens rea», то лише для того, щоб відрізнити умисні дії від ненавмисних, а не для позначення самостійної дії правопорушника. Водночас виправдано вимагати від правопорушника критичного перегляду своїх намірів і характеру, вимагати вибачень і компенсації на користь потерпілих. Реабілітаційна служба повинна використовуватися для навчання дотримання норм соціального життя контингенту, схильного до правопорушень.

## Психологічні ефекти віри в жорсткий детермінізм
Деякі аномалії поведінки спостерігаються в осіб, які культивують звичку усвідомлювати причинно-наслідкові зв'язки. Повідомляється про підвищену агресивність, надмірну поступливість і зниження готовності допомагати. Критична оцінка власної колишньої поведінки виявляється слабшою.
Вільям Джеймс був американським філософом-прагматиком, який ввів терміни «м'який детермініст» і «жорсткий детермініст» у впливовому есе під назвою «Дилема детермінізму». Він виступав проти детермінізму, вважаючи, що важливим питанням є не особиста відповідальність, а надія. Він вважав, що ґрунтовний детермінізм веде або до похмурого песимізму, або до виродженого суб'єктивізму в моральних судженнях. Він запропонував спосіб уникнути дилеми — дозволити роль випадковості. Джеймс був обережний в поясненнях, що він бажав би «дискутувати про предмети, ніж про слова», що вказує на те, що він не стверджував що заміна детермінізму моделлю, яка включає випадковість, означає, що ми маємо «вільну волю».
Детермініст заперечив би, що все ще є підстави для надії. Незалежно від того, детермінований Всесвіт чи ні, це не змінює того факту, що майбутнє невідоме, і цілком можливо, що воно завжди буде невідомим. З точки зору натураліста, дії людини все ще відіграють певну роль у формуванні цього майбутнього. Засновник і директор Центру натуралізму Томас В. Кларк пояснює, що люди — це не просто іграшки шаблонних природних сил у Всесвіті, а ми самі є прикладами цих сил. Детерміністській погляд узгоджує наші уявлення зі здібностями та можливостями, якими ми насправді володіємо, але він повинен уникати оманливого самоаналізу. Визнання залежності агентів від радикального минулого може покращити розуміння, пом'якшати тяжкість і позбавити від непродуктивних страждань. У міру того, як розум осягає універсальну необхідність, сила емоцій зменшується.